# Tachikawa Ki-92
Tachikawa Ki-92 — проєкт військово-транспортного літака Імперської армії Японії періоду Другої світової війни.

## Історія створення
У 1942 році командування ВПС Імперської армії Японії замовило фірмі Tachikawa розробку важкого транспортного літака, який був би здатен замінити (або принаймні доповнити) літаки Mitsubishi Ki-57 та Showa L2D. За умовами замовлення, літак мав бути двомоторним, мати збільшену дальність польоту, здатним перевозити польові гармати, спорядження, парашутний десант і навіть легкі танки.
Через завантаженість фірми виготовленням серійних літаків розробка проєкту, який отримав назву Ki-92, розпочалась тільки у березні 1943 року.
Щоб виконати вимоги замовлення, був розроблений фюзеляж круглого перерізу діаметром 3 м. З лівого борту були розміщені двопільні вантажні двері для завантаження великогабаритних вантажів. Загальна довжина фюзеляжу становила 22 м, що дозволяло розмістити 1-2 польові гармати з обслугою, або 34 десантники.
Літак був розроблений як низькоплан. Кабіна пілота була дуже простора і мала велику площу засклення. На консолях крила були встановлені радіальні двигуни Mitsubishi Ha 104 потужністю 1870 к.с. кожен. Шасі літака складалось в ніші мотогондол. Оперення було виконане за однокілевою схемою.
Перший прототип був готовий у вересні 1944 року, але через постійні доопрацювання перший випробувальний політ відкладався. В той же час японська промисловість зіткнулась з дефіцитом авіаційного алюмінію, тому хвостова частина літака була зроблена з дерева.
Перший політ відбувся тільки у травні 1945 року. Літак в цілому відповідав вимогам технічного завдання, показавши максимальну швидкість 425 км/г, і крейсерську швидкість 350 км/г. Номінальна дальність польоту становила 3960 км, максимальна — 5000 км. Передбачалось, що літак буде озброєний одним 12,7-мм кулеметом, але на прототипі він встановлений не був.
За своїми показниками літак задовольняв командування ВПС. планувалось виготовити ще 10 прототипів, а потім запустити в серію виробництво 114 машин, виготовлених цілком з дерева. Фірма Tachikawa розпочала виробництво ще 2 прототипів, але до кінця війни вони так і не були завершені.
Американці до кінця війни нічого не знали про цю розробку, і кодова назва літаку Ki-92 присвоєна не була. Після війни єдиний вцілілий прототип був обстежений американцями і незабаром відправлений на злам.

## Тактико-технічні характеристики

### Технічні характеристики
- Екіпаж: 5 чоловік
- Пасажири: 34 чоловіки
- Довжина: 22,00 м
- Висота: 5,95 м
- Розмах крила: 32,00 м
- Площа крила: 122,00 м ²
- Маса порожнього: 11 175 кг
- Маса спорядженого: 17 600 кг
- Двигун: 2 х Mitsubishi Ha 104
- Потужність: 1870 к. с. кожен

### Льотні характеристики
- Крейсерська швидкість: 350 км/г
- Максимальна швидкість: 466 км/г
- Практична дальність: 3 960 км
- Практична стеля: 10 100 м

### Озброєння
- Кулеметне: 1 × 12,7-мм кулемет